# Ediakar
Ediakar (ang. Ediacaran) – ostatni okres neoproterozoiku; trwał od ok. 635 do 541,0 mln lat temu. Ediakar jest młodszy od kriogenu, a starszy od kambru. Został on wprowadzony do tabeli stratygraficznej w 2004 roku, zastępując w niej wend (zwany także eokambr).
Nazwa okresu pochodzi od zespołów skamieniałości tkankowych nazwanych fauną ediakarańską, znalezionych pierwszy raz na wzgórzach Ediacara w Australii. Ediakar jest jak dotąd (2014 r.) jedynym okresem eonu proterozoicznego, którego dolną granicę wyznacza nie absolutna chronologia, ale zapis kopalny – warstwa węglanowa, wskazująca nagłą zmianę klimatu pod koniec ostatniego zlodowacenia w kriogenie.